# Tour de Ski 2017/2018
Tour de Ski 2017/2018 – dwunasta edycja prestiżowej imprezy w biegach narciarskich, która odbywała się w dniach 30 grudnia 2017 – 7 stycznia 2018 na terytorium Szwajcarii, Niemiec i Włoch. Zawody zaliczane były do klasyfikacji generalnej Pucharu Świata. Obrońcami tytułów z poprzedniej edycji byli: Norweżka Heidi Weng (ponownie triumfowała w Tour de Ski) oraz Rosjanin Siergiej Ustiugow (nie przystąpił do ostatniego etapu).

## Klasyfikacja generalna

### Kobiety
| Miejsce | Imię i nazwisko          | Narodowość        | Lenzerheide Msc./Pkt | Lenzerheide Msc./Pkt | Lenzerheide Msc./Pkt | Oberstdorf Msc./Pkt | Val di Fiemme Msc./Pkt | Val di Fiemme Msc./Pkt | Czas      | Tour-Punkty | PŚ-punkty razem |
| ------- | ------------------------ | ----------------- | -------------------- | -------------------- | -------------------- | ------------------- | ---------------------- | ---------------------- | --------- | ----------- | --------------- |
| 1.      | Heidi Weng               | Norwegia          | 7/32                 | 2/46                 | 2/46                 | 11/24               | 1/50                   | 1/50                   | 2:20:56,5 | 400         | 648             |
| 2.      | Ingvild Flugstad Østberg | Norwegia          | 9/28                 | 1/50                 | 1/50                 | 1/50                | 5/37                   | 4/40                   | +48,5     | 320         | 575             |
| 3.      | Jessica Diggins          | Stany Zjednoczone | 5/37                 | 7/32                 | 3/43                 | 24/7                | 4/40                   | 3/43                   | +2:23,2   | 240         | 442             |
| 4.      | Krista Pärmäkoski        | Finlandia         | 8/30                 | 13/20                | 4/40                 | 3/43                | 2/46                   | 7/32                   | +2:57,7   | 200         | 411             |
| 5.      | Teresa Stadlober         | Austria           | 51/0                 | 23/8                 | 12/22                | 7/32                | 3/43                   | 2/46                   | +3:09,4   | 180         | 331             |
| 6.      | Kerttu Niskanen          | Finlandia         | 22/9                 | 4/40                 | 6/34                 | 14/18               | 6/34                   | 8/30                   | +4:17,0   | 160         | 334             |
| 7.      | Anastasija Siedowa       | Rosja             | 65/0                 | 16/15                | 11/24                | 9/28                | 7/32                   | 10/26                  | +4:49,6   | 144         | 269             |
| 8.      | Nathalie von Siebenthal  | Szwajcaria        | 23/8                 | 8/30                 | 16/15                | 4/40                | 9/28                   | 6/34                   | +4:56,1   | 128         | 283             |
| 9.      | Sadie Maubet Bjornsen    | Stany Zjednoczone | 14/18                | 3/43                 | 5/37                 | 26/5                | 10/26                  | 16/15                  | +6:15,0   | 116         | 260             |
| 10.     | Stefanie Böhler          | Niemcy            | 28/3                 | 9/28                 | 15/16                | 33/0                | 19/12                  | 9/28                   | +6:41,1   | 104         | 191             |

### Mężczyźni
| Miejsce | Imię i nazwisko        | Narodowość | Lenzerheide Msc./Pkt | Lenzerheide Msc./Pkt | Lenzerheide Msc./Pkt | Oberstdorf Msc./Pkt | Val di Fiemme Msc./Pkt | Val di Fiemme Msc./Pkt | Czas      | Tour-Punkty | PŚ-punkty razem |
| ------- | ---------------------- | ---------- | -------------------- | -------------------- | -------------------- | ------------------- | ---------------------- | ---------------------- | --------- | ----------- | --------------- |
| 1.      | Dario Cologna          | Szwajcaria | 14/18                | 1/50                 | 1/50                 | 4/40                | 4/40                   | 4/40                   | 2:49:29,8 | 400         | 638             |
| 2.      | Martin Johnsrud Sundby | Norwegia   | 35/0                 | 3/43                 | 6/34                 | 8/30                | 11/24                  | 1/50                   | +1:26,5   | 320         | 501             |
| 3.      | Alex Harvey            | Kanada     | 7/32                 | 20/11                | 4/40                 | 5/37                | 3/43                   | 6/34                   | +1:30,6   | 240         | 437             |
| 4.      | Aleksiej Połtoranin    | Kazachstan | 37/0                 | 2/46                 | 5/37                 | 26/5                | 1/50                   | 12/22                  | +1:41,7   | 200         | 360             |
| 5.      | Hans Christer Holund   | Norwegia   | 51/0                 | 6/34                 | 7/32                 | 29/2                | 8/30                   | 5/37                   | +2:17,8   | 180         | 315             |
| 6.      | Aleksandr Bolszunow    | Rosja      | 9/28                 | 4/40                 | 3/43                 | 40/0                | 5/37                   | 31/0                   | +3:09,7   | 160         | 308             |
| 7.      | Jean-Marc Gaillard     | Francja    | 64/0                 | 14/18                | 13/20                | 12/22               | 13/20                  | 8/30                   | +3:16,7   | 144         | 254             |
| 8.      | Daniel Richardsson     | Szwecja    | 93/0                 | 18/13                | 15/16                | 47/0                | 6/34                   | 11/24                  | +3:20,8   | 128         | 215             |
| 9.      | Aleksiej Czerwotkin    | Rosja      | 57/0                 | 5/37                 | 8/30                 | 42/0                | 12/22                  | 20/11                  | +3:33,5   | 116         | 216             |
| 10.     | Andriej Łarkow         | Rosja      | 16/15                | 23/8                 | 12/22                | 61/0                | 2/46                   | 13/20                  | +3:37,8   | 104         | 215             |

## Program zawodów
| Dzień      | Miejsce       | Konkurencja                                 | Początek  | Liczba uczestników |
| ---------- | ------------- | ------------------------------------------- | --------- | ------------------ |
| 30 grudnia | Lenzerheide   | Sprint kobiet s. dowolnym                   | 13:00 CET | 71                 |
| 30 grudnia | Lenzerheide   | Sprint mężczyzn s. dowolnym                 | 13:00 CET | 94                 |
| 31 grudnia | Lenzerheide   | 15 km mężczyzn s. klasycznym                | 10:30 CET | 86                 |
| 31 grudnia | Lenzerheide   | 10 km kobiet s. klasycznym                  | 15:00 CET | 64                 |
| 1 stycznia | Lenzerheide   | 10 km kobiet s. dowolnym (bieg pościgowy)   | 11:00 CET | 61                 |
| 1 stycznia | Lenzerheide   | 15 km mężczyzn s. dowolnym (bieg pościgowy) | 13:00 CET | 79                 |
| 3 stycznia | Oberstdorf    | Sprint kobiet s. klasycznym                 | 14:50 CET |                    |
| 3 stycznia | Oberstdorf    | Sprint mężczyzn s. klasycznym               | 14:50 CET |                    |
| 4 stycznia | Oberstdorf    | 10 km kobiet s. dowolnym (start masowy)     | 10:15 CET | 45                 |
| 4 stycznia | Oberstdorf    | 15 km mężczyzn s. dowolnym (start masowy)   | 11:15 CET | 67                 |
| 6 stycznia | Val di Fiemme | 10 km kobiet s. klasycznym (start masowy)   | 14:15 CET | 32                 |
| 6 stycznia | Val di Fiemme | 15 km mężczyzn s. klasycznym (start masowy) | 15:45 CET | 54                 |
| 7 stycznia | Val di Fiemme | 9 km kobiet s. dowolnym (bieg pościgowy)    | 11:30 CET | 32                 |
| 7 stycznia | Val di Fiemme | 9 km mężczyzn s. dowolnym (bieg pościgowy)  | 14:30 CET | 43                 |

## Czołówki zawodów

### Kobiety
| Lp. | Data            | Miejscowość               | Dystans                            | 1. miejsce               | 2. miejsce             | 3. miejsce             |
| --- | --------------- | ------------------------- | ---------------------------------- | ------------------------ | ---------------------- | ---------------------- |
| 1.  | 30 grudnia 2017 | Lenzerheide               | Sprint s. dowolnym                 | Laurien van der Graaff   | Sophie Caldwell        | Maiken Caspersen Falla |
| 2.  | 31 grudnia 2017 | Lenzerheide               | 10 km s. klasycznym                | Ingvild Flugstad Østberg | Heidi Weng             | Sadie Maubet Bjornsen  |
| 3.  | 1 stycznia 2018 | Lenzerheide               | 10 km s. dowolnym (bieg pościgowy) | Ingvild Flugstad Østberg | Heidi Weng             | Jessica Diggins        |
| 4.  | 3 stycznia 2018 | Oberstdorf                | Sprint s. klasycznym               | odwołany                 | odwołany               | odwołany               |
| 4.  | 4 stycznia 2018 | Oberstdorf                | 10 km s. dowolnym (start masowy)   | Ingvild Flugstad Østberg | Maiken Caspersen Falla | Krista Pärmäkoski      |
| 5.  | 6 stycznia 2018 | Val di Fiemme             | 10 km s. klasycznym (start masowy) | Heidi Weng               | Krista Pärmäkoski      | Teresa Stadlober       |
| 6.  | 7 stycznia 2018 | Val di Fiemme/Alpe Cermis | 9 km s. dowolnym (bieg pościgowy)  | Heidi Weng               | Teresa Stadlober       | Jessica Diggins        |

### Mężczyźni
| Lp. | Data            | Miejscowość               | Dystans                            | 1. miejsce             | 2. miejsce             | 3. miejsce             |
| --- | --------------- | ------------------------- | ---------------------------------- | ---------------------- | ---------------------- | ---------------------- |
| 1.  | 30 grudnia 2017 | Lenzerheide               | Sprint s. dowolnym                 | Siergiej Ustiugow      | Federico Pellegrino    | Lucas Chanavat         |
| 2.  | 31 grudnia 2017 | Lenzerheide               | 15 km s. klasycznym                | Dario Cologna          | Aleksiej Połtoranin    | Martin Johnsrud Sundby |
| 3.  | 1 stycznia 2018 | Lenzerheide               | 15 km s. dowolnym (bieg pościgowy) | Dario Cologna          | Siergiej Ustiugow      | Aleksandr Bolszunow    |
| 4.  | 3 stycznia 2018 | Oberstdorf                | Sprint s. klasycznym               | odwołany               | odwołany               | odwołany               |
| 4.  | 4 stycznia 2018 | Oberstdorf                | 15 km s. dowolnym (start masowy)   | Emil Iversen           | Sindre Bjørnestad Skar | Francesco De Fabiani   |
| 5.  | 6 stycznia 2018 | Val di Fiemme             | 15 km s. klasycznym (start masowy) | Aleksiej Połtoranin    | Andriej Łarkow         | Alex Harvey            |
| 6.  | 7 stycznia 2018 | Val di Fiemme/Alpe Cermis | 9 km s. dowolnym (bieg pościgowy)  | Martin Johnsrud Sundby | Maurice Manificat      | Dienis Spicow          |

## Kobiety

### Sprint s. dowolnym
30 grudnia 2017
 Lenzerheide, Szwajcaria
| Poz.      | Zawodniczka              | Reprezentacja     | Czas    |
| --------- | ------------------------ | ----------------- | ------- |
| 1.        | Laurien van der Graaff   | Szwajcaria        | 3:25,80 |
| 2.        | Sophie Caldwell          | Stany Zjednoczone | +1,42   |
| 3.        | Maiken Caspersen Falla   | Norwegia          | +1,86   |
| 4.        | Natalja Niepriajewa      | Rosja             | +3,17   |
| 5.        | Jessica Diggins          | Stany Zjednoczone | +4,33   |
| 6.        | Sandra Ringwald          | Niemcy            | +31,68  |
| Półfinały |                          |                   |         |
| 7.        | Heidi Weng               | Norwegia          | –       |
| 8.        | Krista Pärmäkoski        | Finlandia         | –       |
| 9.        | Ingvild Flugstad Østberg | Norwegia          | –       |
| 10.       | Hanna Kolb               | Niemcy            | –       |
| 11.       | Mari Laukkanen           | Finlandia         | –       |
| 12.       | Victoria Carl            | Niemcy            | –       |

| Poz. | Zawodniczka            | Reprezentacja     | Czas   |
| ---- | ---------------------- | ----------------- | ------ |
| 1.   | Laurien van der Graaff | Szwajcaria        | 2:31,9 |
| 2.   | Sophie Caldwell        | Stany Zjednoczone | +5,6   |
| 3.   | Maiken Caspersen Falla | Norwegia          | +12,7  |
| 4.   | Jessica Diggins        | Stany Zjednoczone | +14,7  |
| 5.   | Natalja Niepriajewa    | Rosja             | +16,4  |

| Poz. | Zawodniczka            | Reprezentacja     | Punkty |
| ---- | ---------------------- | ----------------- | ------ |
| 1.   | Laurien van der Graaff | Szwajcaria        | 60     |
| 2.   | Sophie Caldwell        | Stany Zjednoczone | 54     |
| 3.   | Maiken Caspersen Falla | Norwegia          | 48     |

### 10 km s. klasycznym
31 grudnia 2017
 Lenzerheide, Szwajcaria
| Poz. | Zawodniczka              | Reprezentacja     | Czas    |
| ---- | ------------------------ | ----------------- | ------- |
| 1.   | Ingvild Flugstad Østberg | Norwegia          | 26:59,4 |
| 2.   | Heidi Weng               | Norwegia          | +25,7   |
| 3.   | Sadie Maubet Bjornsen    | Stany Zjednoczone | +42,2   |
| 4.   | Kerttu Niskanen          | Finlandia         | +48,9   |
| 5.   | Anna Haag                | Szwecja           | +52,6   |
| 6.   | Nicole Fessel            | Niemcy            | +58,2   |
| 7.   | Jessica Diggins          | Stany Zjednoczone | +1:04,4 |
| 8.   | Nathalie von Siebenthal  | Szwajcaria        | +1:08,3 |
| 9.   | Stefanie Böhler          | Niemcy            | +1:08,8 |
| 10.  | Anamarija Lampič         | Słowenia          | +1:10,9 |

| Poz. | Zawodniczka              | Reprezentacja     | Czas    |
| ---- | ------------------------ | ----------------- | ------- |
| 1.   | Ingvild Flugstad Østberg | Norwegia          | 29:45,5 |
| 2.   | Heidi Weng               | Norwegia          | +32,8   |
| 3.   | Jessica Diggins          | Stany Zjednoczone | +1:04,9 |
| 4.   | Sadie Maubet Bjornsen    | Stany Zjednoczone | +1:15,4 |
| 5.   | Natalja Niepriajewa      | Rosja             | +1:17,3 |

| Poz. | Zawodniczka            | Reprezentacja     | Punkty |
| ---- | ---------------------- | ----------------- | ------ |
| 1.   | Laurien van der Graaff | Szwajcaria        | 60     |
| 2.   | Sophie Caldwell        | Stany Zjednoczone | 54     |
| 3.   | Maiken Caspersen Falla | Norwegia          | 48     |

### 10 km s. dowolnym (bieg pościgowy)
1 stycznia 2018
 Lenzerheide, Szwajcaria
| Poz. | Zawodniczka              | Reprezentacja     | Czas    |
| ---- | ------------------------ | ----------------- | ------- |
| 1.   | Ingvild Flugstad Østberg | Norwegia          | 26:48,1 |
| 2.   | Heidi Weng               | Norwegia          | +27,8   |
| 3.   | Jessica Diggins          | Stany Zjednoczone | +1:16,9 |
| 4.   | Krista Pärmäkoski        | Finlandia         | +1:45,9 |
| 5.   | Sadie Maubet Bjornsen    | Stany Zjednoczone | +1:46,2 |
| 6.   | Kerttu Niskanen          | Finlandia         | +1:46,6 |
| 7.   | Astrid Jacobsen          | Norwegia          | +1:59,9 |
| 8.   | Nicole Fessel            | Niemcy            | +2:00,3 |
| 9.   | Petra Nováková           | Czechy            | +2:01,0 |
| 10.  | Sandra Ringwald          | Niemcy            | +2:11,3 |

| Poz. | Zawodniczka              | Reprezentacja     | Czas    |
| ---- | ------------------------ | ----------------- | ------- |
| 1.   | Ingvild Flugstad Østberg | Norwegia          | 56:18,6 |
| 2.   | Heidi Weng               | Norwegia          | +32,8   |
| 3.   | Jessica Diggins          | Stany Zjednoczone | +1:26,9 |
| 4.   | Krista Pärmäkoski        | Finlandia         | +2:00,9 |
| 5.   | Sadie Maubet Bjornsen    | Stany Zjednoczone | +2:01,2 |

| Poz. | Zawodniczka              | Reprezentacja     | Punkty |
| ---- | ------------------------ | ----------------- | ------ |
| 1.   | Laurien van der Graaff   | Szwajcaria        | 60     |
| 2.   | Ingvild Flugstad Østberg | Norwegia          | 58     |
| 3.   | Sophie Caldwell          | Stany Zjednoczone | 54     |

### 10 km s. dowolnym (start masowy)
4 stycznia 2018
 Oberstdorf, Niemcy
| Poz. | Zawodniczka              | Reprezentacja | Czas    |
| ---- | ------------------------ | ------------- | ------- |
| 1.   | Ingvild Flugstad Østberg | Norwegia      | 23:16,5 |
| 2.   | Maiken Caspersen Falla   | Norwegia      | +1,9    |
| 3.   | Krista Pärmäkoski        | Finlandia     | +3,2    |
| 4.   | Nathalie von Siebenthal  | Szwajcaria    | +4,1    |
| 5.   | Maria Nordström          | Szwecja       | +4,4    |
| 6.   | Nicole Fessel            | Niemcy        | +5,5    |
| 7.   | Teresa Stadlober         | Austria       | +5,8    |
| 8.   | Anne Kjersti Kalvå       | Norwegia      | +6,5    |
| 9.   | Anastasija Siedowa       | Rosja         | +6,7    |
| 10.  | Emma Wikén               | Szwecja       | +7,1    |

| Poz. | Zawodniczka              | Reprezentacja     | Czas      |
| ---- | ------------------------ | ----------------- | --------- |
| 1.   | Ingvild Flugstad Østberg | Norwegia          | 1:19:10,1 |
| 2.   | Heidi Weng               | Norwegia          | +57,0     |
| 3.   | Jessica Diggins          | Stany Zjednoczone | +1:56,7   |
| 4.   | Krista Pärmäkoski        | Finlandia         | +2:09,1   |
| 5.   | Kerttu Niskanen          | Finlandia         | +2:34,0   |

| Poz. | Zawodniczka              | Reprezentacja     | Punkty |
| ---- | ------------------------ | ----------------- | ------ |
| 1.   | Ingvild Flugstad Østberg | Norwegia          | 83     |
| 2.   | Jessica Diggins          | Stany Zjednoczone | 61     |
| 3.   | Heidi Weng               | Norwegia          | 60     |

### 10 km s. klasycznym (start masowy)
6 stycznia 2018
 Val di Fiemme, Włochy
| Poz. | Zawodniczka              | Reprezentacja     | Czas    |
| ---- | ------------------------ | ----------------- | ------- |
| 1.   | Heidi Weng               | Norwegia          | 29:07,9 |
| 2.   | Krista Pärmäkoski        | Finlandia         | +7,6    |
| 3.   | Teresa Stadlober         | Austria           | +8,6    |
| 4.   | Jessica Diggins          | Stany Zjednoczone | +23,6   |
| 5.   | Ingvild Flugstad Østberg | Norwegia          | +35,2   |
| 6.   | Kerttu Niskanen          | Finlandia         | +45,4   |
| 7.   | Anastasija Siedowa       | Rosja             | +46,1   |
| 8.   | Natalja Niepriajewa      | Rosja             | +59,9   |
| 9.   | Nathalie von Siebenthal  | Szwajcaria        | +1:01,0 |
| 10.  | Sadie Maubet Bjornsen    | Stany Zjednoczone | +1:11,3 |

| Poz. | Zawodniczka              | Reprezentacja     | Czas      |
| ---- | ------------------------ | ----------------- | --------- |
| 1.   | Ingvild Flugstad Østberg | Norwegia          | 1:48:43,2 |
| 2.   | Heidi Weng               | Norwegia          | +1,8      |
| 3.   | Krista Pärmäkoski        | Finlandia         | +1:33,5   |
| 4.   | Jessica Diggins          | Stany Zjednoczone | +1:43,1   |
| 5.   | Teresa Stadlober         | Austria           | +2:29,9   |

| Poz. | Zawodniczka              | Reprezentacja     | Punkty |
| ---- | ------------------------ | ----------------- | ------ |
| 1.   | Ingvild Flugstad Østberg | Norwegia          | 93     |
| 2.   | Heidi Weng               | Norwegia          | 90     |
| 3.   | Jessica Diggins          | Stany Zjednoczone | 73     |

### 9 km s. dowolnym (bieg pościgowy)
7 stycznia 2018
 Val di Fiemme/Alpe Cermis, Włochy
| Poz. | Zawodniczka              | Reprezentacja     | Czas    |
| ---- | ------------------------ | ----------------- | ------- |
| 1.   | Heidi Weng               | Norwegia          | 32:11,5 |
| 2.   | Teresa Stadlober         | Austria           | +41,3   |
| 3.   | Jessica Diggins          | Stany Zjednoczone | +41,9   |
| 4.   | Ingvild Flugstad Østberg | Norwegia          | +50,3   |
| 5.   | Elizabeth Stephen        | Stany Zjednoczone | +1:22,6 |
| 6.   | Nathalie von Siebenthal  | Szwajcaria        | +1:23,5 |
| 7.   | Krista Pärmäkoski        | Finlandia         | +1:26,0 |
| 8.   | Kerttu Niskanen          | Finlandia         | +1:29,6 |
| 9.   | Stefanie Böhler          | Niemcy            | +1:34,5 |
| 10.  | Anastasija Siedowa       | Rosja             | +1:36,3 |

| Poz. | Zawodniczka              | Reprezentacja     | Czas      |
| ---- | ------------------------ | ----------------- | --------- |
| 1.   | Heidi Weng               | Norwegia          | 2:20:56,5 |
| 2.   | Ingvild Flugstad Østberg | Norwegia          | +48,5     |
| 3.   | Jessica Diggins          | Stany Zjednoczone | +2:23,2   |
| 4.   | Krista Pärmäkoski        | Finlandia         | +2:57,7   |
| 5.   | Teresa Stadlober         | Austria           | +3:09,4   |

| Poz. | Zawodniczka              | Reprezentacja     | Punkty |
| ---- | ------------------------ | ----------------- | ------ |
| 1.   | Ingvild Flugstad Østberg | Norwegia          | 93     |
| 2.   | Heidi Weng               | Norwegia          | 90     |
| 3.   | Jessica Diggins          | Stany Zjednoczone | 73     |

### Nie ukończyły

#### Rezygnacje
- Mari Laukkanen – po I etapie
- Selina Gasparin – po I etapie
- Gaia Vuerich – po I etapie
- Greta Laurent – po I etapie
- Thea Krokan Murud – po I etapie
- Delphine Claudel – po I etapie
- Astrid Jacobsen – po III etapie
- Anne Kyllönen – po III etapie
- Lydia Hiernickel – po III etapie
- Anna Roswitha Seebacher – po III etapie
- Kathrine Rolsted Harsem – po odwołanym IV etapie
- Sophie Caldwell – po odwołanym IV etapie
- Laurien van der Graaff – po odwołanym IV etapie
- Anamarija Lampič – po odwołanym IV etapie
- Mari Eide – po odwołanym IV etapie
- Hanna Kolb – po odwołanym IV etapie
- Lisa Unterweger – po odwołanym IV etapie
- Ida Sargent – po odwołanym IV etapie
- Karolína Grohová – po odwołanym IV etapie
- Kateřina Janatová – po odwołanym IV etapie
- Nicole Fessel – po IV etapie
- Sandra Ringwald – po IV etapie
- Laura Mononen – po IV etapie
- Silje Øyre Slind – po IV etapie
- Anouk Faivre-Picon – po IV etapie
- Maiken Caspersen Falla – po IV etapie
- Aurore Jean – po IV etapie
- Coraline Thomas Hugue – po IV etapie
- Tiril Udnes Weng – po IV etapie
- Victoria Carl – po IV etapie
- Giulia Stürz – po IV etapie

#### Niewystartowanie w etapie
- Polina Sieronosowa – I etap
- Kikkan Randall – II etap
- Julia Belger – III etap
- Lucia Scardoni – IV etap
- Julija Tichonowa – IV etap

#### Przekroczenie limitu czasu
- Vesna Fabjan – II etap
- Anastasija Kiriłłowa – II etap

#### Nieukończenie etapu
- Laura Gimmler – nie ukończyła IV etapu
- Elisabeth Schicho – nie ukończyła IV etapu

## Mężczyźni

### Sprint s. dowolnym
30 grudnia 2017
 Lenzerheide, Szwajcaria
| Poz.      | Zawodnik            | Reprezentacja   | Czas    |
| --------- | ------------------- | --------------- | ------- |
| 1.        | Siergiej Ustiugow   | Rosja           | 2:57,28 |
| 2.        | Federico Pellegrino | Włochy          | +1,00   |
| 3.        | Lucas Chanavat      | Francja         | +2,76   |
| 4.        | Ristomatti Hakola   | Finlandia       | +5,91   |
| 5.        | Finn Hågen Krogh    | Norwegia        | +14,39  |
| 6.        | Richard Jouve       | Francja         | +21,01  |
| Półfinały |                     |                 |         |
| 7.        | Alex Harvey         | Kanada          | –       |
| 8.        | Jovian Hediger      | Szwajcaria      | –       |
| 9.        | Aleksandr Bolszunow | Rosja           | –       |
| 10.       | Andrew Young        | Wielka Brytania | –       |
| 11.       | Roman Schaad        | Szwajcaria      | –       |
| 12.       | Emil Iversen        | Norwegia        | –       |

| Poz. | Zawodnik            | Reprezentacja | Czas   |
| ---- | ------------------- | ------------- | ------ |
| 1.   | Siergiej Ustiugow   | Rosja         | 1:58,4 |
| 2.   | Federico Pellegrino | Włochy        | +7,1   |
| 3.   | Lucas Chanavat      | Francja       | +13,2  |
| 4.   | Ristomatti Hakola   | Finlandia     | +16,4  |
| 5.   | Finn Hågen Krogh    | Norwegia      | +18,7  |

| Poz. | Zawodnik            | Reprezentacja | Punkty |
| ---- | ------------------- | ------------- | ------ |
| 1.   | Siergiej Ustiugow   | Rosja         | 60     |
| 2.   | Federico Pellegrino | Włochy        | 54     |
| 3.   | Lucas Chanavat      | Francja       | 48     |

### 15 km s. klasycznym
31 grudnia 2017
 Lenzerheide, Szwajcaria
| Poz. | Zawodnik               | Reprezentacja | Czas    |
| ---- | ---------------------- | ------------- | ------- |
| 1.   | Dario Cologna          | Szwajcaria    | 35:29,5 |
| 2.   | Aleksiej Połtoranin    | Kazachstan    | +0,6    |
| 3.   | Martin Johnsrud Sundby | Norwegia      | +13,1   |
| 4.   | Aleksandr Bolszunow    | Rosja         | +14,0   |
| 5.   | Aleksiej Czerwotkin    | Rosja         | +16,2   |
| 6.   | Hans Christer Holund   | Norwegia      | +21,2   |
| 7.   | Iivo Niskanen          | Finlandia     | +22,9   |
| 8.   | Francesco De Fabiani   | Włochy        | +27,2   |
| 9.   | Didrik Tønseth         | Norwegia      | +32,0   |
| 10.  | Siergiej Ustiugow      | Rosja         | +37,1   |

| Poz. | Zawodnik            | Reprezentacja | Czas    |
| ---- | ------------------- | ------------- | ------- |
| 1.   | Siergiej Ustiugow   | Rosja         | 38:05,0 |
| 2.   | Dario Cologna       | Szwajcaria    | +1,6    |
| 3.   | Aleksandr Bolszunow | Rosja         | +12,7   |
| 4.   | Aleksiej Połtoranin | Kazachstan    | +22,0   |
| 5.   | Ristomatti Hakola   | Finlandia     | +27,7   |

| Poz. | Zawodnik            | Reprezentacja | Punkty |
| ---- | ------------------- | ------------- | ------ |
| 1.   | Siergiej Ustiugow   | Rosja         | 60     |
| 2.   | Federico Pellegrino | Włochy        | 54     |
| 3.   | Ristomatti Hakola   | Finlandia     | 46     |

### 15 km s. dowolnym (bieg pościgowy)
1 stycznia 2018
 Lenzerheide, Szwajcaria
| Poz. | Zawodnik               | Reprezentacja | Czas    |
| ---- | ---------------------- | ------------- | ------- |
| 1.   | Dario Cologna          | Szwajcaria    | 34:56,6 |
| 2.   | Siergiej Ustiugow      | Rosja         | +17,6   |
| 3.   | Aleksandr Bolszunow    | Rosja         | +45,5   |
| 4.   | Alex Harvey            | Kanada        | +46,8   |
| 5.   | Aleksiej Połtoranin    | Kazachstan    | +47,1   |
| 6.   | Martin Johnsrud Sundby | Norwegia      | +48,1   |
| 7.   | Hans Christer Holund   | Norwegia      | +48,2   |
| 8.   | Aleksiej Czerwotkin    | Rosja         | +49,9   |
| 9.   | Iivo Niskanen          | Finlandia     | +51,5   |
| 10.  | Marcus Hellner         | Szwecja       | +1:21,7 |

| Poz. | Zawodnik            | Reprezentacja | Czas      |
| ---- | ------------------- | ------------- | --------- |
| 1.   | Dario Cologna       | Szwajcaria    | 1:12:46,6 |
| 2.   | Siergiej Ustiugow   | Rosja         | +22,6     |
| 3.   | Aleksandr Bolszunow | Rosja         | +55,5     |
| 4.   | Alex Harvey         | Kanada        | +1:01,8   |
| 5.   | Aleksiej Połtoranin | Kazachstan    | +1:02,1   |

| Poz. | Zawodnik            | Reprezentacja | Punkty |
| ---- | ------------------- | ------------- | ------ |
| 1.   | Siergiej Ustiugow   | Rosja         | 70     |
| 2.   | Federico Pellegrino | Włochy        | 54     |
| 3.   | Ristomatti Hakola   | Finlandia     | 46     |

### 15 km s. dowolnym (start masowy)
4 stycznia 2018
 Oberstdorf, Niemcy
| Poz. | Zawodnik               | Reprezentacja   | Czas    |
| ---- | ---------------------- | --------------- | ------- |
| 1.   | Emil Iversen           | Norwegia        | 29:49,8 |
| 2.   | Sindre Bjørnestad Skar | Norwegia        | +0,4    |
| 3.   | Francesco De Fabiani   | Włochy          | +0,9    |
| 4.   | Dario Cologna          | Szwajcaria      | +3,7    |
| 5.   | Alex Harvey            | Kanada          | +4,0    |
| 6.   | Andrew Musgrave        | Wielka Brytania | +4,0    |
| 7.   | Finn Hågen Krogh       | Norwegia        | +4,0    |
| 8.   | Martin Johnsrud Sundby | Norwegia        | +4,2    |
| 9.   | Thomas Bing            | Niemcy          | +4,9    |
| 10.  | Maurice Manificat      | Francja         | +5,2    |

| Poz. | Zawodnik               | Reprezentacja | Czas      |
| ---- | ---------------------- | ------------- | --------- |
| 1.   | Dario Cologna          | Szwajcaria    | 1:42:13,1 |
| 2.   | Siergiej Ustiugow      | Rosja         | +53,0     |
| 3.   | Martin Johnsrud Sundby | Norwegia      | +1:07,6   |
| 4.   | Alex Harvey            | Kanada        | +1:23,1   |
| 5.   | Aleksandr Bolszunow    | Rosja         | +1:26,7   |

| Poz. | Zawodnik          | Reprezentacja | Punkty |
| ---- | ----------------- | ------------- | ------ |
| 1.   | Siergiej Ustiugow | Rosja         | 74     |
| 2.   | Dario Cologna     | Szwajcaria    | 67     |
| 3.   | Finn Hågen Krogh  | Norwegia      | 44     |

### 15 km s. klasycznym (start masowy)
6 stycznia 2018
 Val di Fiemme, Włochy
| Poz. | Zawodnik             | Reprezentacja | Czas    |
| ---- | -------------------- | ------------- | ------- |
| 1.   | Aleksiej Połtoranin  | Kazachstan    | 38:40,3 |
| 2.   | Andriej Łarkow       | Rosja         | +0,4    |
| 3.   | Alex Harvey          | Kanada        | +0,9    |
| 4.   | Dario Cologna        | Szwajcaria    | +2,3    |
| 5.   | Aleksandr Bolszunow  | Rosja         | +15,0   |
| 6.   | Daniel Richardsson   | Szwecja       | +20,2   |
| 7.   | Francesco De Fabiani | Włochy        | +23,1   |
| 8.   | Hans Christer Holund | Norwegia      | +26,4   |
| 9.   | Didrik Tønseth       | Norwegia      | +27,0   |
| 10.  | Niklas Dyrhaug       | Norwegia      | +28,6   |

| Poz. | Zawodnik            | Reprezentacja | Czas      |
| ---- | ------------------- | ------------- | --------- |
| 1.   | Dario Cologna       | Szwajcaria    | 2:20:37,7 |
| 2.   | Aleksiej Połtoranin | Kazachstan    | +1:14,4   |
| 3.   | Siergiej Ustiugow   | Rosja         | +1:21,5   |
| 4.   | Alex Harvey         | Kanada        | +1:22,7   |
| 5.   | Aleksandr Bolszunow | Rosja         | +1:39,4   |

| Poz. | Zawodnik            | Reprezentacja | Punkty |
| ---- | ------------------- | ------------- | ------ |
| 1.   | Siergiej Ustiugow   | Rosja         | 104    |
| 2.   | Dario Cologna       | Szwajcaria    | 85     |
| 3.   | Aleksandr Bolszunow | Rosja         | 59     |

### 9 km s. dowolnym (bieg pościgowy)
7 stycznia 2018
 Val di Fiemme/Alpe Cermis, Włochy
| Poz. | Zawodnik               | Reprezentacja | Czas    |
| ---- | ---------------------- | ------------- | ------- |
| 1.   | Martin Johnsrud Sundby | Norwegia      | 28:36,4 |
| 2.   | Maurice Manificat      | Francja       | +12,8   |
| 3.   | Dienis Spicow          | Rosja         | +14,3   |
| 4.   | Dario Cologna          | Szwajcaria    | +15,7   |
| 5.   | Hans Christer Holund   | Norwegia      | +20,6   |
| 6.   | Alex Harvey            | Kanada        | +23,6   |
| 7.   | Didrik Tønseth         | Norwegia      | +26,9   |
| 8.   | Jean-Marc Gaillard     | Francja       | +32,4   |
| 9.   | Lucas Bögl             | Niemcy        | +40,8   |
| 10.  | Aleksiej Wicenko       | Rosja         | +41,5   |

| Poz. | Zawodnik               | Reprezentacja | Czas      |
| ---- | ---------------------- | ------------- | --------- |
| 1.   | Dario Cologna          | Szwajcaria    | 2:49:29,8 |
| 2.   | Martin Johnsrud Sundby | Norwegia      | +1:26,5   |
| 3.   | Alex Harvey            | Kanada        | +1:30,6   |
| 4.   | Aleksiej Połtoranin    | Kazachstan    | +1:41,7   |
| 5.   | Hans Christer Holund   | Norwegia      | +2:17,8   |

| Poz. | Zawodnik            | Reprezentacja | Punkty |
| ---- | ------------------- | ------------- | ------ |
| 1.   | Dario Cologna       | Szwajcaria    | 85     |
| 2.   | Aleksandr Bolszunow | Rosja         | 59     |
| 3.   | Alex Harvey         | Kanada        | 55     |

### Nie ukończyli

#### Rezygnacje
- Lucas Chanavat – po I etapie
- Richard Jouve – po I etapie
- Jovian Hediger – po I etapie
- Andrew Young – po I etapie
- Roman Schaad – po I etapie
- Baptiste Gros – po I etapie
- Philip Bellingham – po I etapie
- Alexis Jeannerod – po II etapie
- Miha Šimenc – po II etapie
- Luka Prosen – po II etapie
- Michael Biedermann – po II etapie
- Beda Klee – po III etapie
- Roman Furger – po III etapie
- Martin Vögeli – po III etapie
- Iivo Niskanen – po odwołanym IV etapie
- Ristomatti Hakola – po odwołanym IV etapie
- Martti Jylhä – po odwołanym IV etapie
- Peter Mlynár – po odwołanym IV etapie
- Clément Parisse – po IV etapie
- Erik Bjornsen – po IV etapie
- Adrien Backscheider – po IV etapie
- Calle Halfvarsson – po IV etapie
- Sindre Bjørnestad Skar – po IV etapie
- Finn Hågen Krogh – po IV etapie
- Dominik Baldauf – po IV etapie
- Jules Lapierre – po IV etapie
- Bernhard Tritscher – po IV etapie
- Janosch Brugger – po IV etapie
- Andrew Newell – po IV etapie
- Kristjan Koll – po IV etapie
- Francesco De Fabiani – po V etapie
- Giandomenico Salvadori – po V etapie
- Dietmar Nöckler – po V etapie
- Thomas Wick – po V etapie
- Sebastian Eisenlauer – po V etapie
- Andreas Veerpalu – po V etapie

#### Niewystartowanie w etapie
- Devon Kershaw – II etap
- Curdin Perl – III etap
- Luis Stadlober – III etap
- Federico Pellegrino – IV etap
- Maicol Rastelli – IV etap
- Simeon Hamilton – IV etap
- Michaił Siemionow – V etap
- Indulis Bikše – V etap
- Siergiej Ustiugow – VI etap
- Marcus Hellner – VI etap
- Jens Burman – VI etap

#### Nieukończenie etapu
- Mark Chanloung – nie ukończył II etapu
- Gustav Eriksson – nie ukończył III etapu
- Gianluca Cologna – nie ukończył III etapu
- Sjur Røthe – nie ukończył V etapu